# Bischweier

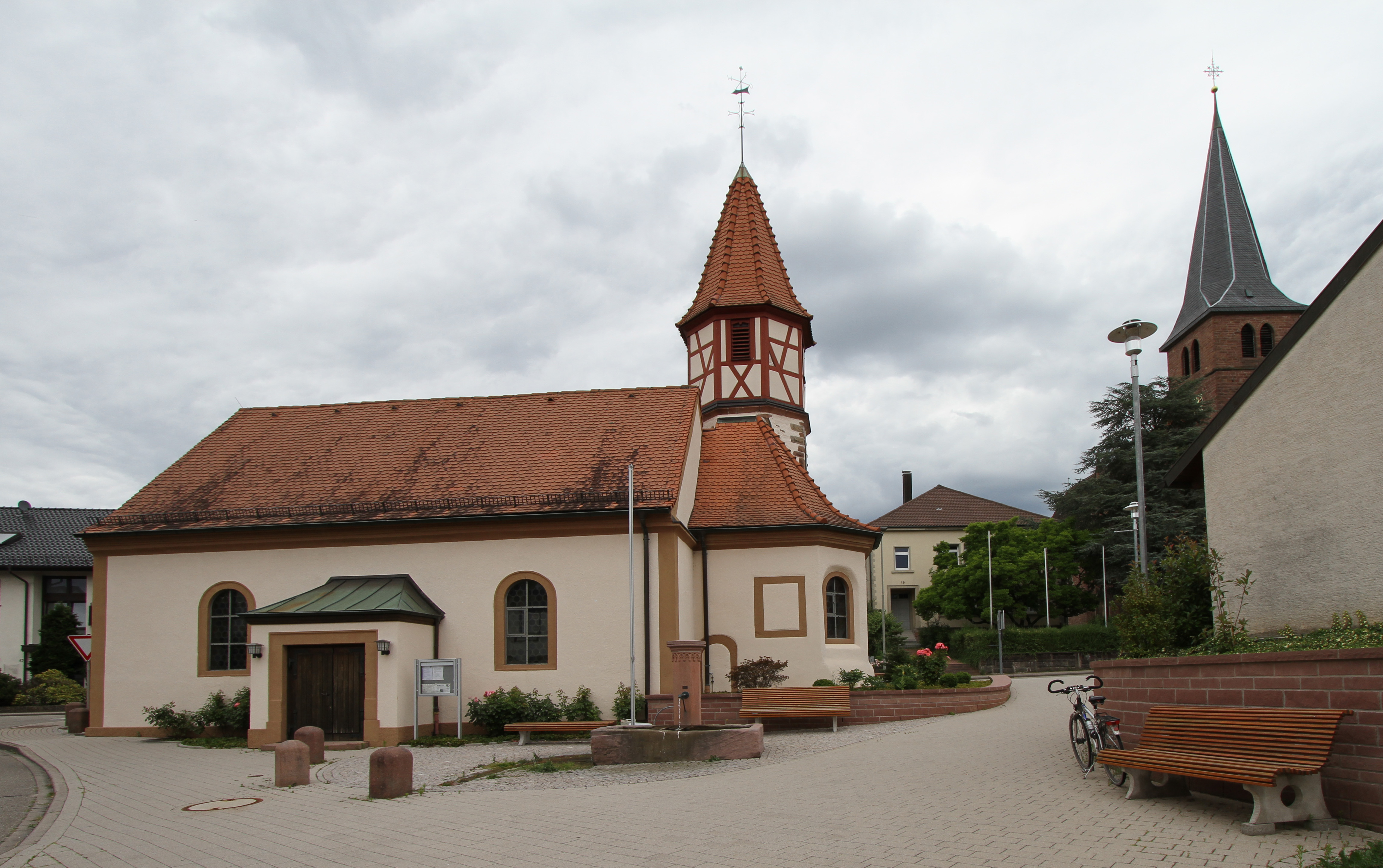
Una iglesia en Bischweier.

Bischweier es un municipio alemán perteneciente al distrito de  Rastatt, en el estado federado de Baden-Wurtemberg. Tiene unos 3022 habitantes a fecha de 2020 y el territorio municipal comprende 4,59 km². Está ubicado en el límite occidental de la Selva Negra Septentrional.